# Sans-serif
Trong kiểu chữ học, sans-serif, sans serif, gothic, hay đơn giản là sans, là một phân loại kiểu chữ cho các dạng chữ không giống serif, tức là ít nét hơn. Chúng thường được sử dụng để truyền đạt sự đơn giản và hiện đại, hoặc chủ nghĩa tối giản.
Sans-serif là phông chữ phổ biến nhất được sử dụng để hiển thị văn bản trên màn hình máy tính.